# トリヨードチロニン
トリヨードチロニンまたはトリヨードサイロニン（Triiodothyronine, TIT）は甲状腺ホルモンの一種である。T3とも言われる。
甲状腺刺激ホルモン（TSH）はチロキシン（T4）とトリヨードチロニンの生産を促す。視床下部では、T4はT3に変換され、TSHは主にT3によって阻害される（負のフィードバック）。甲状腺はT3よりもT4を多く生産するため、血漿中でのT4の濃度はT3の濃度より40倍も高くなる。体内を循環するT3の大部分はこうしてT4の5位の炭素が脱ヨード化されたものである。
トリヨードチロニンの構造はチロキシンと類似しているが、1分子あたりヨウ素原子が1つだけ少ない。さらに、T3は活性が強く少量しか生産されない。
T3は最も強力な甲状腺ホルモンで、体温、成長、心拍数などを含めた体内のほぼ全ての過程に関与している。

## 生産
濾胞腔で、チロシン残基はヨード化を受ける。この反応には過酸化水素が必要である。ヨウ素の有機化の過程で、チログロブリンのチロシン残基の3位と5位の炭素にヨードが結合し、モノヨードチロシン（MIT）、ジヨードチロシン（DIT）が形成される。MIT1つととDIT1つがペルオキシダーゼにより重合して、T3を形成する。

## 反応

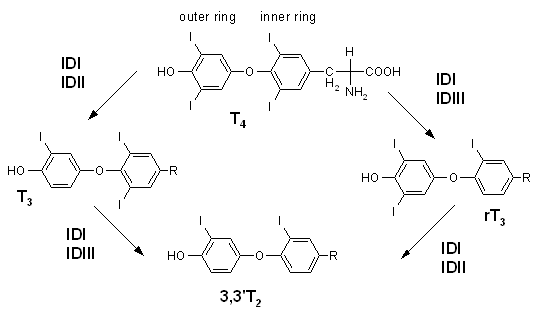